# Дицианоаурат(I) натрия
Дицианоаурат(I) натрия — неорганическое соединение,
комплексная соль натрия, золота и синильной кислоты 
с формулой NaAu(CN)2,
бесцветные кристаллы,
растворяется в воде.

## Получение
- Растворение золота в цианистом натрии в присутствии кислорода воздуха:

{\displaystyle {\mathsf {4Au+8NaCN+O_{2}+2H_{2}O\ {\xrightarrow {}}\ 4Na[Au(CN)_{2}]+4NaOH}}}

## Физические свойства
Дицианоаурат(I) натрия образует бесцветные или светло-жёлтые кристаллы
тригональной сингонии,

параметры ячейки a = 0,924 нм, α = 22,70°.
Растворяется в воде.

## Применение
- Используется при извлечении золота из руд методом цианирования.